# Голики (Хмельницкая область)
Голики (укр. Голики) — село в Славутском районе Хмельницкой области Украины.
Население по переписи 2001 года составляло 448 человек. Почтовый индекс — 30016. Телефонный код — 3842. Занимает площадь 1,3 км². Код КОАТУУ — 6823980902.

## Местный совет
30016, Хмельницкая обл., Славутский р-н, с. Варваровка